# الحب بهدلة (فلم)
الحب بهدلة هو فيلم موسيقي مصري من إخراج صلاح أبو سيف  وبطولة هدى شمس الدين، محمد أمين، إسماعيل ياسين، ثريا حلمي ومحمد البكار.

## نبذه
ثلاث فتيات يعملن في أحد الملاهي الليلية، على علاقة بثلاثة شبان يعملون معهن في الملهى نفسه، أحدهم وهو المغني يهيم حباً بالراقصة ويحلم بتنفيذ الاستعراض الذي قام بتأليفه، لكن يرفض الثري صاحب الملهى تنفيذه، فيقرر مع زملائه تأجير أحد الكباريهات وتحاول الراقصة الانضمام إليهم لكن تتعرض لتهديدات من صاحب الكبارية الذي يختطفها ويحتجزها، فيحاول المغني وأصدقاؤه إنقاذها.